# Dangond davidina
Dangond davidina är en fjärilsart som beskrevs av Kuznetsova 1931. Dangond davidina ingår i släktet Dangond och familjen praktfjärilar. Inga underarter finns listade i Catalogue of Life.